# آیرونکلاد تامانداره
آیرونکلاد تاماندیر (به انگلیسی: Brazilian ironclad Tamandaré) یک کشتی بود که طول آن ۵۱٫۳۶ متر (۱۶۸ فوت ۶ اینچ) بود. این کشتی در سال ۱۸۶۵ ساخته شد.